# Парипсы
Пари́псы (укр. Парипси) — село на Украине, впервые упоминается в 1683 году, находится в Попельнянском районе Житомирской области.
Код КОАТУУ — 1824785101. Население по переписи 2001 года составляет 1104 человека. Почтовый индекс — 13536. Телефонный код — 4137. Занимает площадь 3,936 км².

## История
В XVII—XVIII веках — территория Паволочского полка Войска Запорожского.
До Украинской (Российской) Революции и территориально-административной реформы 1917—1920-х годов Парипсы входили в состав Паволочской волости Сквирского уезда Киевской губернии Российской империи, потом в состав Киевской и Житомирской областей Украинской Республики.
В 1941 году, 14 июля, в ходе наступления формирований Германского Рейха на территории Украинской ССР (в составе Советского Союза) недалеко от села произошел бой между отступающими воинами 92-го отряда погранвойск НКВД и наступающими танками Рейха. В ходе боя погибло около 136 советских воинов, среди них герой Советского Союза Иван Михайлович Середа (1905—1941) и Николай Данилович Синокоп (1918—1941). Бой был быстрым и жестоким. После боя жители Парипс, в первую очередь двоюродные сестры Мария Кирилловна и Вера Лаврентьевна Лапий, родом из соседнего села Голубятин, собрали трупы погибших, а также раненых, погрузили на подводы и отправили в Паволочский госпиталь, на тот момент уже оккупированный. Также жители села собрали для раненых продукты. Солдатские медальоны, собранные у погибших, долгое время хранились в семье Веры Лаврентьевны.
Зимой 1942 года возле села погиб отряд советских разведчиков, в количестве 16 человек, нарвавшихся на немецкий патруль.
13 ноября 1943 года в бою возле села погиб советский солдат Николай Гаврилович Калюжный, посмертно удостоенный звания Герой Советского Союза, также похоронен на территории села.
В селе работали: детский дом (1944-1966, директора Малюта Г.А, Жабокрицкая Е. М., Рудь И. С.), больница (1966-1986), инкубатор (1953-1983), детский сад (до 2002).
В повести «Некрещёный поп» Николая Семёновича Лескова автор говорит, что действие происходило в «малороссийском казачьем селе, которое мы, пожалуй, назовем хоть Парипсами».

## Адрес местного совета
13500, Житомирская обл., Житомирский р-н, посёлок Попельня, ул. Богдана Хмельницкого, дом 7